# Feuerwehr in Taiwan

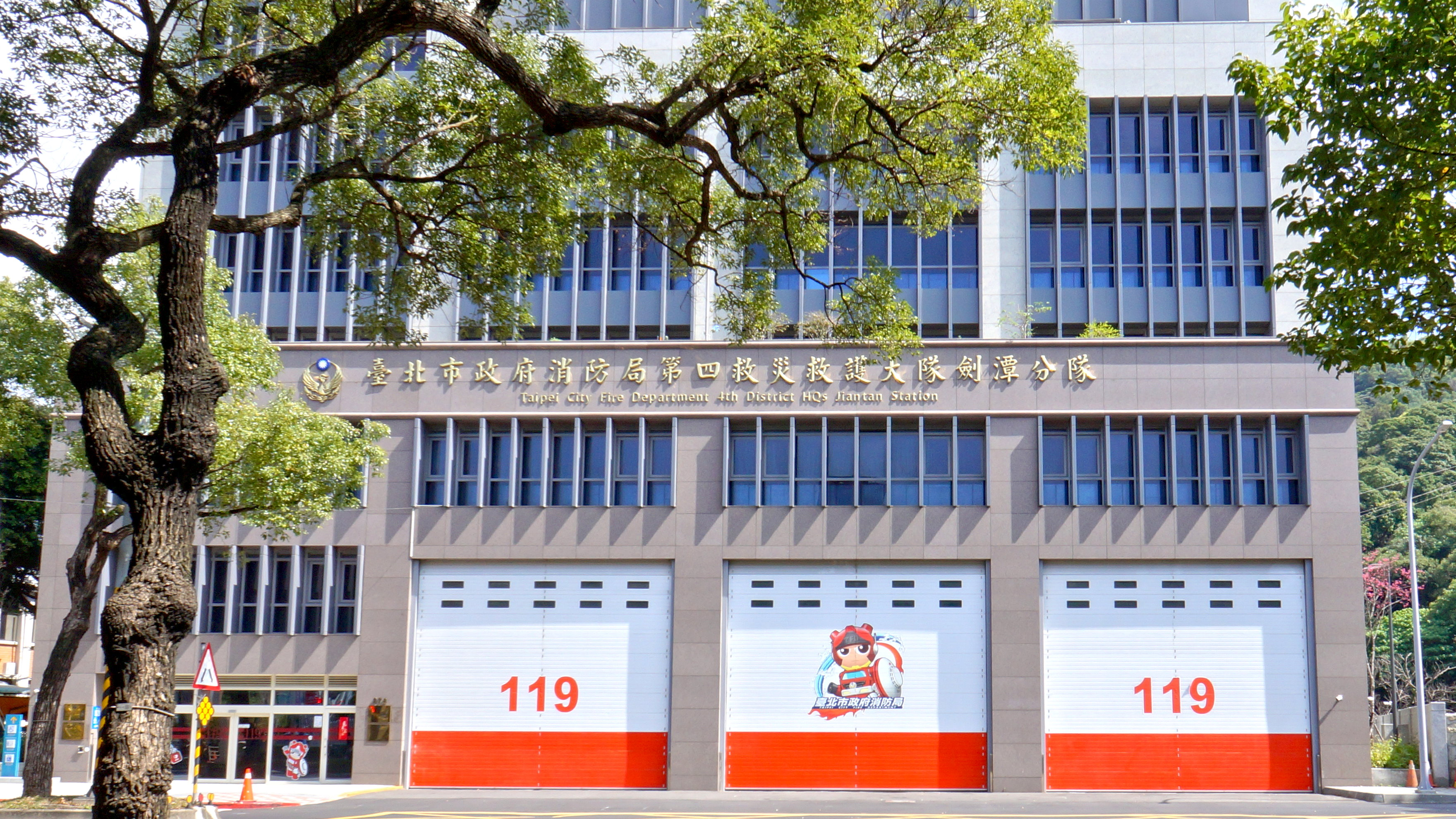
Feuerwache in Taipei

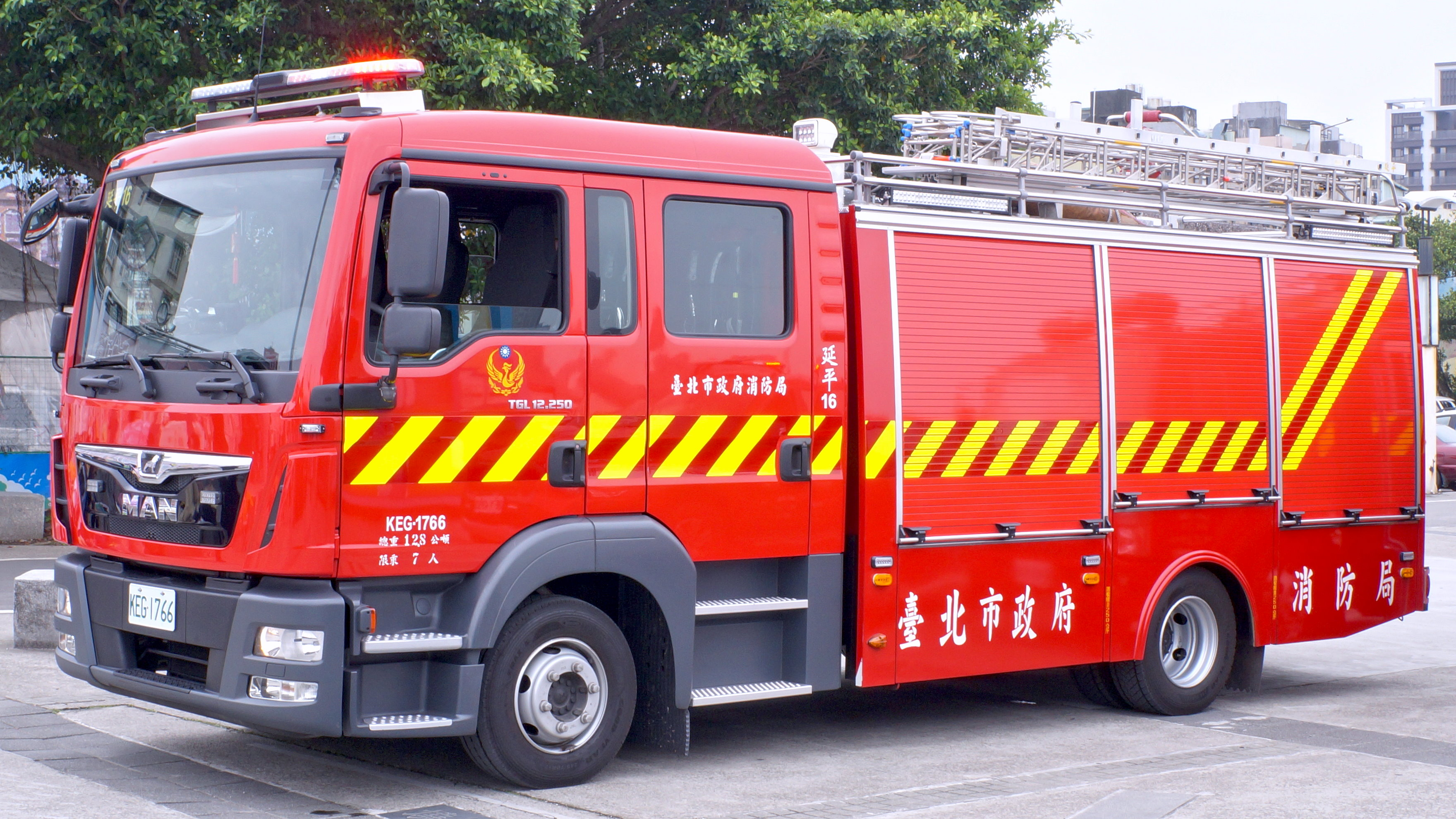
MAN TGL Feuerwehrfahrzeug

Die Feuerwehr in Taiwan besteht aus rund 8.200 Berufsfeuerwehrleuten und 26.500 freiwilligen Feuerwehrleuten.

## Allgemeines
In Taiwan bestehen 544 Feuerwachen und Feuerwehrhäuser, in denen 959 Löschfahrzeuge und 197 Drehleitern bzw. Teleskopmasten für Feuerwehreinsätze bereitstehen. Insgesamt sind 34.680 Personen, davon 8.180 Berufsfeuerwehrleute und 26.500 freiwillige Feuerwehrleute, im Feuerwehrwesen tätig.
Die nationale Feuerwehrbehörde Taiwans (NFA) konzentriert sich auf die Förderung der Feuerwehren, welche auf den Feuerwehrleuten vor Ort basieren sollen. Sie hat das Ziel, genügend Feuerwehrleute an der Basis vorzuhalten und dabei ein angemessenes Schichtsystem sowie eine angemessene Arbeitsteilung zu entwickeln und festzuschreiben.
Als Reaktion auf die dauerhaften Auswirkungen des Klimawandels und der Extremwetterereignisse sowie der häufigeren großflächigen Verbundkatastrophen wird nicht nur an der Verbesserung der Feuerwehrausbildung und der Modernisierung von Feuerwehrfahrzeugen und -ausrüstung gearbeitet, sondern auch an Informationen zu integrierten Technologieanwendungen zur Steigerung der Effektivität von Katastrophenschutz- und Rettungsarbeiten sowie der Sicherheit der Feuerwehrleute.

## Geschichte
Für die Ziele, ein solides öffentliches Sicherheits- und Katastrophenschutzsystem zu vervollständigen, den Rettungsdienst zu verbessern, den professionellen Brandschutz und den Kampfdienst zu fördern, die Effizienz der Katastrophenrettung zu verbessern und das Leben, Eigentum und die Sicherheit der Zivilbevölkerung zu schützen, wurde die National Fire Agency Ministry of Interior am 1. März 1995 gegründet. Sie ist auf Landesebene zuständig für Brandschutz, Katastrophenrettung und Rettungsdienst.

## Außergewöhnliche Brandereignisse
Bei einem Brand in einem Hochhaus in der südtaiwanischen Hafenstadt Kaohsiung im Oktober 2021 waren mindestens 46 Menschen ums Leben gekommen. 55 weitere Menschen wurden verletzt. Das 13-stöckige Wohn- und Geschäftshaus hatte stundenlang gebrannt, bis rund 150 Feuerwehrleute den Brand löschen konnten. Die Verletzten wurden in Krankenhäuser gebracht. Stunden nach dem Brandausbruch liefen noch Such- und Rettungseinsätze am Brandort. In dem bewohnten Teil des Hochhauses zwischen dem siebten und elften Stock soll es rund 120 Haushalte gegeben haben. Das Feuer war im ersten Stock des 40 Jahre alten Hauses ausgebrochen. Die Einsatzkräfte sprachen von einem extrem heftigen Feuer.

## Feuerwehrorganisation
Die nationale Feuerwehrbehörde Taiwans (NFA; chinesisch 內政部消防署, Pinyin Nèizhèngbù Xīaofángshǔ, Pe̍h-ōe-jī Lü-cheng-bo Siau-hong-sú, englisch National Fire Agency) wurde im März 1995 gegründet und ist dem Innenministerium der Republik China (Taiwan) unterstellt. Der Aufgabenbereich der Behörde sind Notfallmedizin, Brandschutz, Brandbekämpfung, Katastrophenrettung sowie Eigentumsschutz und die öffentliche Sicherheit. Die Behörde wird von einem Generaldirektor geleitet, der dem Innenminister unterstellt ist. Sie repräsentiert die taiwanischen Feuerwehren mit ihren über 34.000 Feuerwehrangehörigen.
Zur Erfüllung ihrer Aufgaben auf Landesebene setzt sich die Organisation aus folgenden Bereichen zusammen:
- Geschäftsbereich: Planungsabteilung, Abteilung Katastrophenmanagement, Abteilung Brandschutz, Abteilung Gefahrstoffmanagement, Abteilung Katastrophenrettung, Abteilung Rettungsdienst, Abteilung Brandermittlung. Zivile Koordinierungsabteilung, Rettungskommandozentrale, Sekretariat der Hilfseinheit, Personalbüro, Rechnungswesen und Statistikamt und Ethikbüro des öffentlichen Dienstes.
- Externe Einheiten: Spezielles Such- und Rettungsteam und Trainingszentrum.
- Öffentlichkeitsarbeit: Informationsbüro und Inspektorat.
- Interne Einheiten: Hafenfeuerwehr Keelung, Hafenfeuerwehr Taichung, Hafenfeuerwehr Kaohsiung und Hafenfeuerwehr Hualien.[5]

### Dienstgrade
| Level           | 1                                                                 | 2                        | 3                        | 4                        | 5                        | 6                        | 7                        | 8           | 9         | 10         | 11 |
| --------------- | ----------------------------------------------------------------- | ------------------------ | ------------------------ | ------------------------ | ------------------------ | ------------------------ | ------------------------ | ----------- | --------- | ---------- | -- |
|                 |                                                                   |                          |                          |                          |                          |                          |                          |             |           |            |    |
| Generaldirektor | stellvertretender Generaldirektor * Branddirektor einer Großstadt | Dienstposten der Stufe 3 | Dienstposten der Stufe 4 | Dienstposten der Stufe 5 | Dienstposten der Stufe 6 | Dienstposten der Stufe 7 | Dienstposten der Stufe 8 | Truppführer | Truppmann | Grundstufe |    |

## Lokale Feuerwehren
In folgenden Großstädten und Landkreisen bestehen eigenverantwortliche Feuerwehren:
- in den Städten Chiayi, Hsinchu, Kaohsiung, Keelung, Neu-Taipeh, Taipeh, Taichung, Tainan und Taoyuan;
- in den Landkreisen Changhua, Chiayi, Hsinchu, Hualien, Kinmen, Lienchiang, Miaoli, Nantou, Penghu, Pingtung, Taitung, Yilan und Yunlin.